# 센트럴 파크 서머스테이지
센트럴 파크 서머스테이지(Central Park SummerStage)는 미국 뉴욕에서 매년 여름에 열리는 음악 축제이다. 1986년부터 시작되었으며, 2010년부터는 센트럴 파크에서 열리고 있다.